# Psalm 45

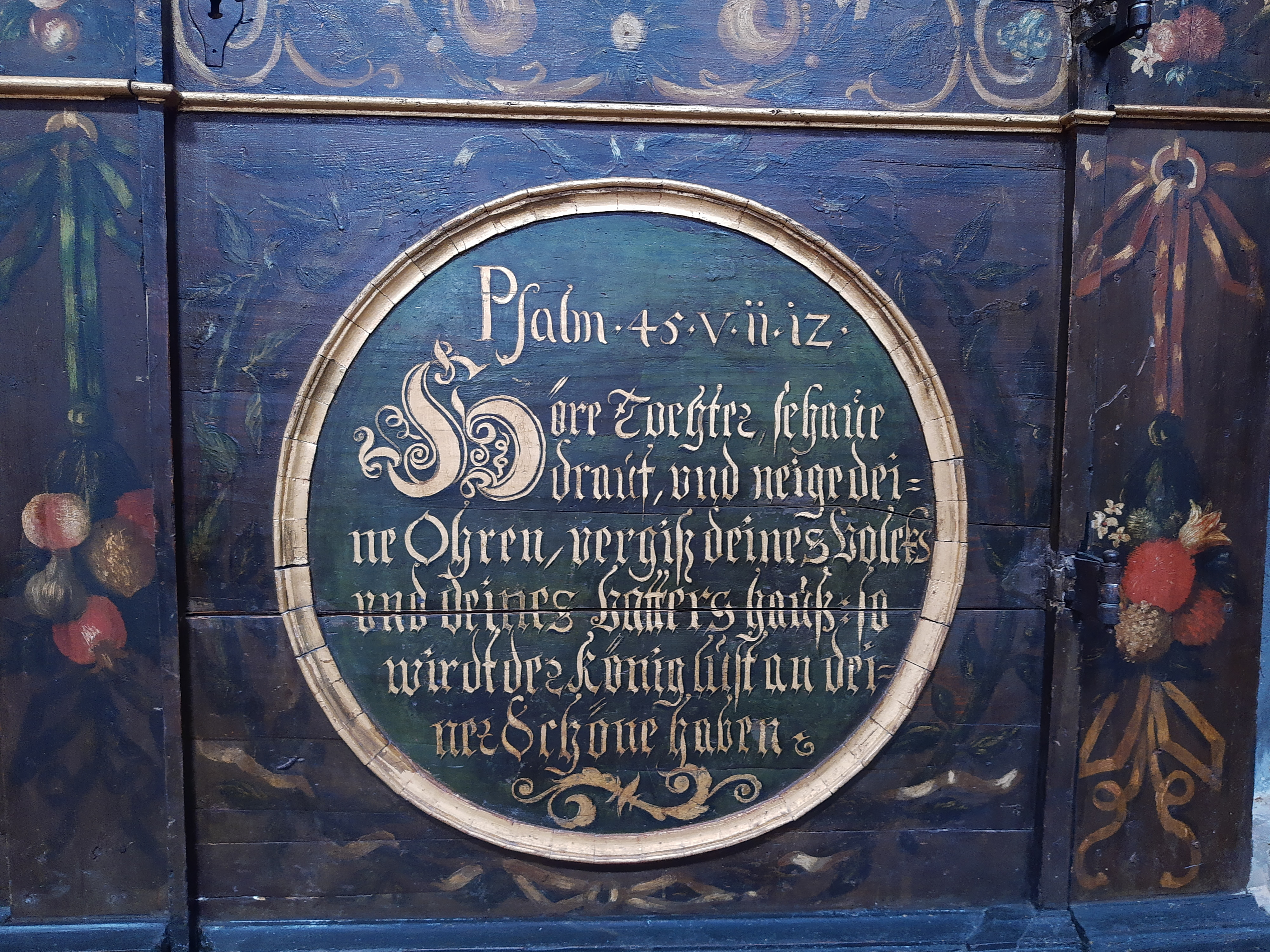
Unionskirche, Idstein, holzgeschnitzte und vergoldete Inschrift eines Verses aus Psalm 45, gerahmt mit Blumenmotiven

Der 45. Psalm ist ein Psalm der „Söhne Korach“. Er stellt ein Lied zur Hochzeit des Königs dar.

## Einordnung
Nach dem 2. Buch der Chronik 20,19 sind die Söhne Korach, denen der Psalm im 1. Vers zugeschrieben wird, wohl ein Geschlecht von Tempelsängern. Psalm 45 ist das einzige Beispiel für profane Lyrik im Psalter. Er wurde von einem Hofsänger oder Kultpropheten anlässlich der Hochzeit des Königs gedichtet und gesungen.

## Aufbau
- Vers 1–2: Einleitende Selbstvorstellung des Sängers
- Vers 3–10: Schilderung des Königs in all seinen Eigenschaften und in seiner Macht und seinem Reichtum
- Vers 11–13: Ansprache der Braut des Königs
- Vers 14–16: Beschreibung der Braut und des Brautzugs
- Vers 17–18: Abschluss des Liedes mit dem Zuspruch einer Verheißung an den König und seine Nachkommen

## Psalm 45 im Neuen Testament
Im Hebräerbrief werden die Verse 7 und 8 aufgegriffen und auf Christus bezogen (Heb 1,8–9 ).

## Literarische Rezeption
- Adam Reusner schuf 1540 die Nachdichtung Min hertz hat gutes wort betracht.[3]
- Der 1597 von Philipp Nicolai gedichtete Choraltext Wie schön leuchtet der Morgenstern lehnt sich teilweise an Psalm 45 an. In einer Einführung Nicolais zum Text des Liedes heißt es: „Ein Geistlich Brautlied der Gläubigen Seelen / von Jesu Christo irem himlischen Bräutgam: Gestellt ober den 45. Psalm deß Propheten Dauids“.[4]